# Списак епизода серије Кљун
Кљун је српска телевизијска серија која се од 4 октобра  2021 године на мрежи Нова С.

## Преглед серије
| Сезона | Сезона | Епизоде | Епизоде | Оригинално емитовање | Оригинално емитовање |
| Сезона | Сезона | Епизоде | Епизоде | Премијера            | Финале               |
| ------ | ------ | ------- | ------- | -------------------- | -------------------- |
|        | 1.     | 10      | 10      | 4. октобар 2021.     | 20. октобар 2021.    |

## Епизоде

### 1. сезона (2021)
| Бр. еп. (укупно) | Бр. еп. (у сезони) | Наслов       | Редитељ                        | Сценариста                         | Премијера         |
| ---------------- | ------------------ | ------------ | ------------------------------ | ---------------------------------- | ----------------- |
| 1                | 1                  | Епизода 1.1  | Јелена Гавриловић и Урош Томић | Матија Драгојевић и Љубица Луковић | 4. октобар 2021.  |
| 2                | 2                  | Епизода 1.2  | Јелена Гавриловић и Урош Томић | Матија Драгојевић и Љубица Луковић | 5. октобар 2021.  |
| 3                | 3                  | Епизода 1.3  | Јелена Гавриловић и Урош Томић | Матија Драгојевић и Љубица Луковић | 6. октобар 2021.  |
| 4                | 4                  | Епизода 1.4  | Јелена Гавриловић и Урош Томић | Матија Драгојевић и Љубица Луковић | 7. октобар 2021.  |
| 5                | 5                  | Епизода 1.5  | Јелена Гавриловић и Урош Томић | Матија Драгојевић и Љубица Луковић | 11. октобар 2021. |
| 6                | 6                  | Епизода 1.6  | Јелена Гавриловић и Урош Томић | Матија Драгојевић и Љубица Луковић | 12. октобар 2021. |
| 7                | 7                  | Епизода 1.7  | Јелена Гавриловић и Урош Томић | Матија Драгојевић и Љубица Луковић | 13. октобар 2021. |
| 8                | 8                  | Епизода 1.8  | Јелена Гавриловић и Урош Томић | Матија Драгојевић и Љубица Луковић | 18. октобар 2021. |
| 9                | 9                  | Епизода 1.9  | Јелена Гавриловић и Урош Томић | Матија Драгојевић и Љубица Луковић | 19. октобар 2021. |
| 10               | 10                 | Епизода 1.10 | Јелена Гавриловић и Урош Томић | Матија Драгојевић и Љубица Луковић | 20. октобар 2021. |